# Diadelia laeviceps
Diadelia laeviceps là một loài bọ cánh cứng trong họ Cerambycidae.